# Gurli Svedlund
Gurli Ester Maria Svedlund, född 15 mars 1929 i Sundsvall, död 11 september 2017 i Åkersberga, var en svensk skådespelare.

## Filmografi
- 1969 – Porträtt av en stad (TV)
- 1969 – En dröm om frihet
- 1978 – Lyftet
- 1979 – Vad händer...?